# 萊翁山

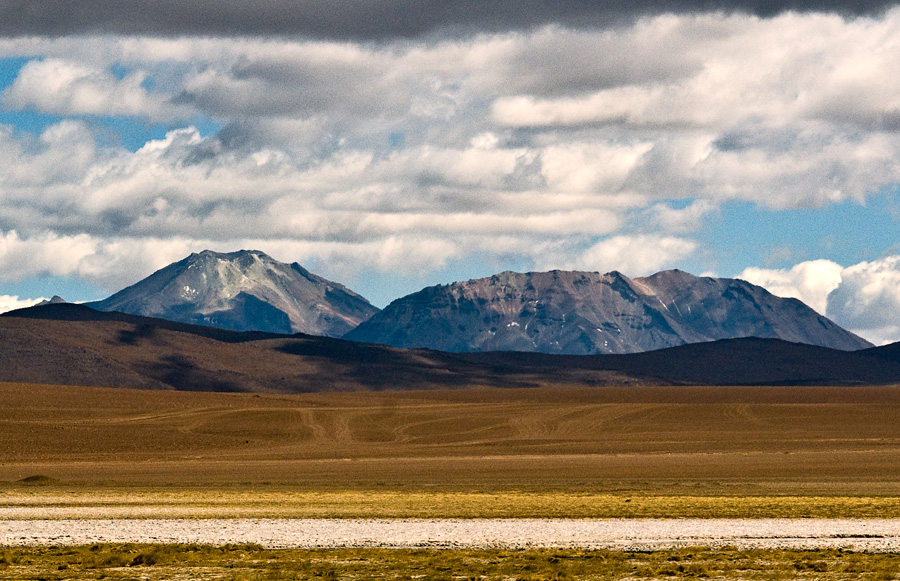

22°09′S 68°07′W / 22.150°S 68.117°W
萊翁山（西班牙語：Cerro del León），是智利的火山，位於該國北部安托法加斯塔大區的洛阿省，屬於安第斯山脈的一部分，山體體積26立方公里，海拔高度5,760米。